# Luis Morales Nieva
Luis Fernando Morales Nieva (* Tarma, 21 de julio de  1962 - ),  es un   político fue  alcalde de la Provincia de Tarma, elegido para el período 2007 – 2010 y reelegido para 2011 – 2014.

## Biografía
Luis E. Morales Nieva
Entre 1980 y 1986 hizo estudios en Ingeniería agronómica en la Universidad Nacional Agraria La Molina.  
En 1997, participó en las elecciones municipales por el Movimiento Independiente "Juntos por Tarma", siendo elegido Regidor del Concejo Provincial para el periodo 1996-1998; y reelecto para el periodo 1999-2002 por el Movimiento Vamos Vecino. Ha sido Secretario General Provincial del Movimiento Independiente "A trabajar por Tarma" (de junio de 2002 a agosto del 2004). Ha trabajado como asesor de Gestión Municipal de los Concejos de Morococha y Huay Huay, también como Consultor de Gobiernos locales de la Municipalidad de Paccha (2005) y Consultor de Plan de Desarrollo del Municipio de Marcapomacocha. Militante luego del Partido por la Democracia comunista Social - Compromiso Perú, de mayo de 2005 a agosto del 2007. 
En las elecciones regionales y municipales del Perú de 2006 postula al cargo de Alcalde Provincial de Tarma, por el Movimiento Convergencia Regional Descentralista, ganando dicha elección.
Respecto al tema religioso, Morales es, al igual que la gran mayoría de sus coterráneos, cristiano católico. Al ser su signo político contrario a sus creencias, hubo un ligero debate a nivel local (este debate, como es normal, no está documentado y no se puede justificar bibliográficamente, así que el lector tiene el beneficio de la duda) sobre si su religión era un factor condicionante en su política.